# Septillion
Un septillion est l'entier naturel qui vaut 1042 (1 000 000 000 000 000 000 000 000 000 000 000 000 000 000) ou 1 000 0007, soit mille sextilliards.
Mille septillions est égal à un septilliard (1045).